# 福布斯 (密蘇里州)
福布斯（英語：Forbes）是位於美國密蘇里州霍爾特縣的非建制地區。

## 歷史
福布斯的郵局於1903年設立，其後於1975年停運。

## 地理
福布斯所處的海拔為高於海平面260米（即853英呎），而該地所採用的時區為UTC-6，即北美中部時區（CST）。同時該地設有夏令時間，為UTC-6調快一小時，即UTC-5（CDT）。